# Kopcowa

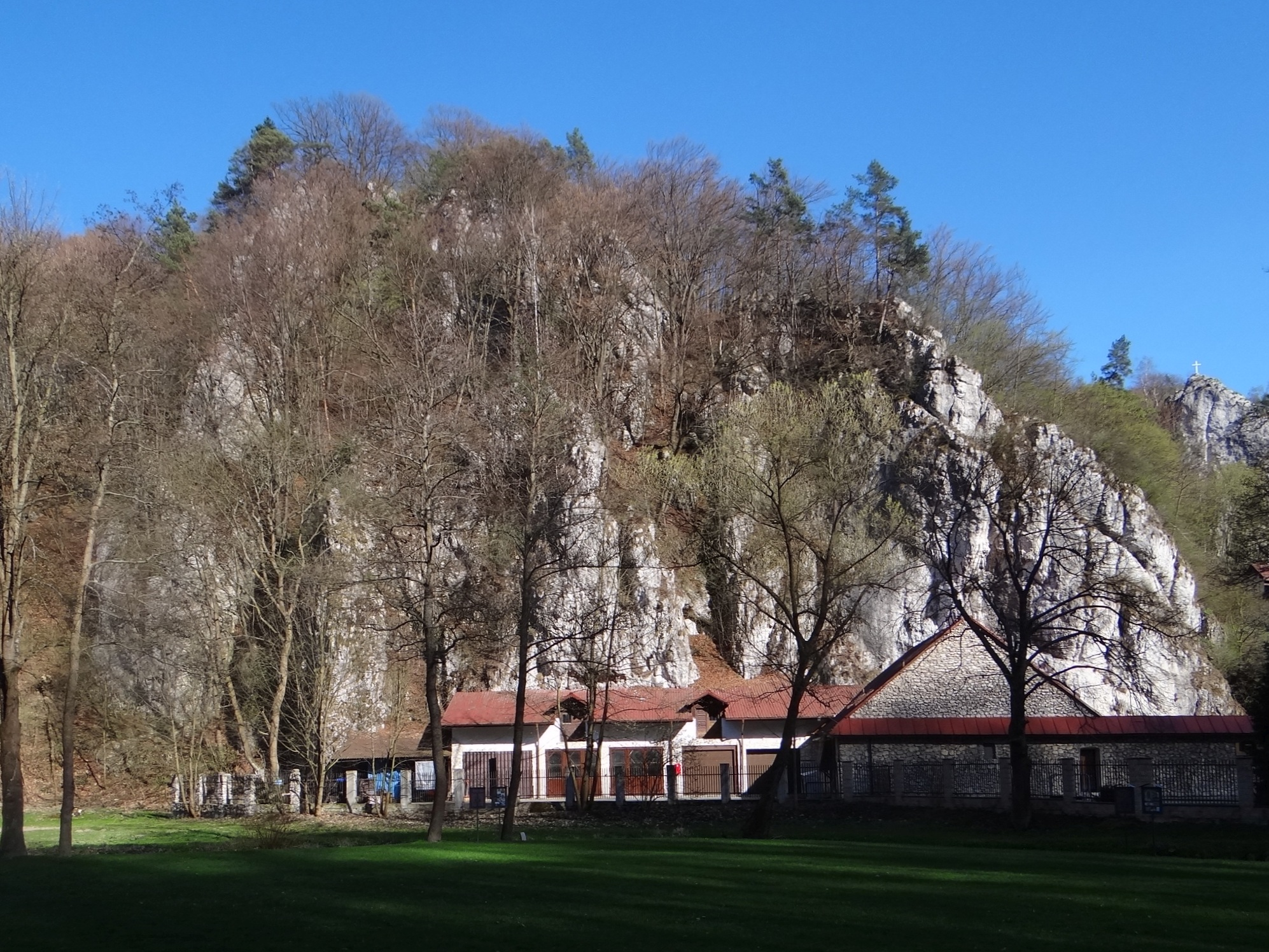
Widok na Kopcową ze szlaku turystycznego dnem Doliny Prądnika

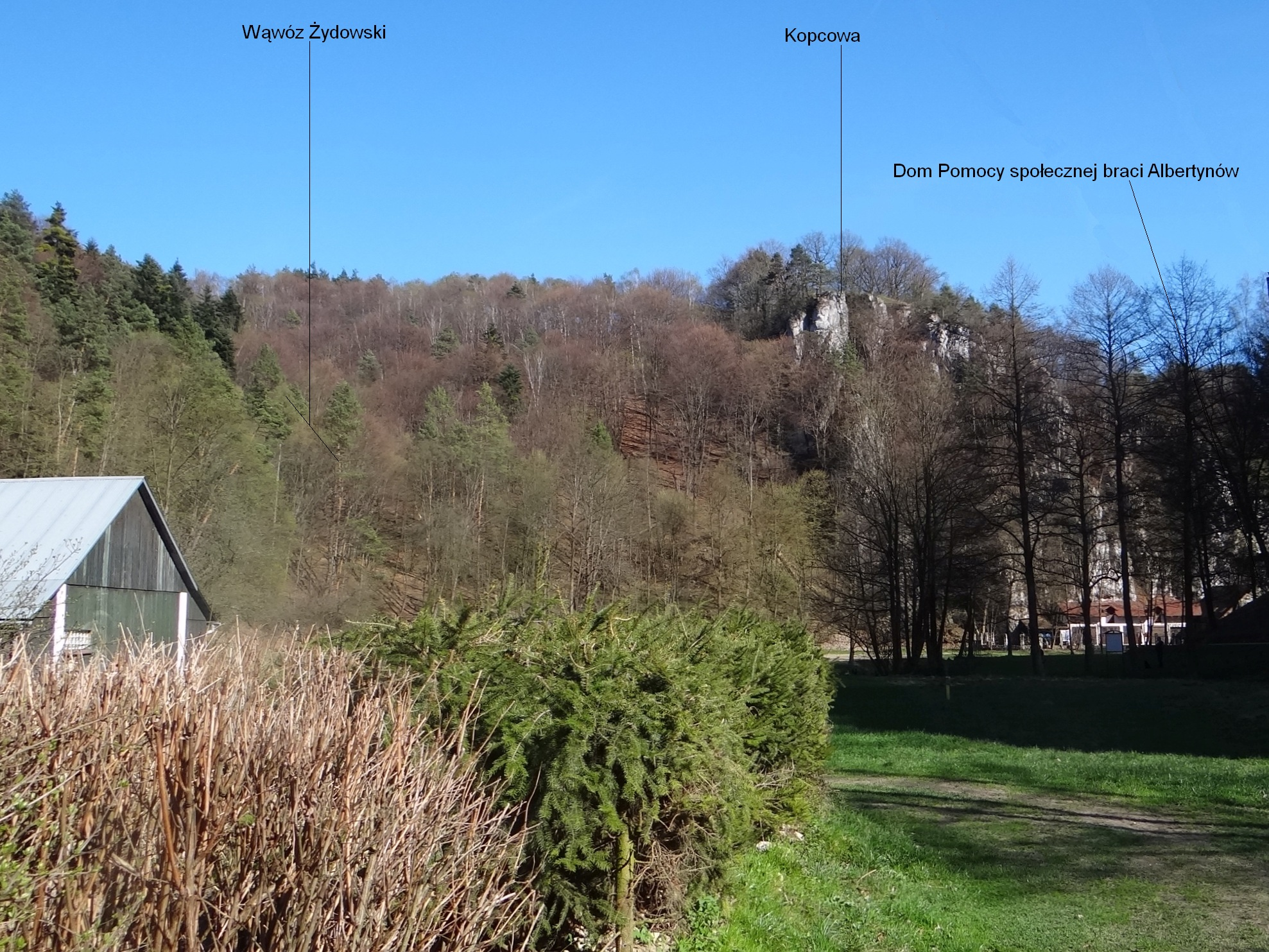
Kopcowa i Wąwóz Żydowski

Kopcowa – skała w lewych zboczach Doliny Prądnika w Ojcowskim Parku Narodowym. Wznosi się nad Domem Pomocy Społecznej braci Albertynów, w odległości 3 km na południe od Zamku w Ojcowie. Na niektórych mapach i w przewodnikach turystycznych są tutaj podawane dwie skały: Malarzówka i Kopcowa, jednak w istocie jest to jedna skała – Kopcowa. Jej nazwa pochodzi od licznych kopców granicznych na jej grzbiecie. Malarzówką zaś nazywano pola i łąki leżące u jej podnóży w Dolinie Prądnika i należące dawniej do niejakiego i nieżyjącego już Pawła Jabłońskiego będącego malarzem – stąd nazwa pól i położonej na nich kolonii. Po północnej stronie Kopcowej w zbocza Prądnika wcina się porośnięty lasem Wąwóz Żydowski.
Kopcowa zbudowana jest ze skał wapiennych, do Doliny Prądnika stromo opadających ścianą o wysokości kilkudziesięciu metrów. Po wschodniej stronie przechodzi w pokrytą polami uprawnymi wierzchowinę miejscowości Smardzowice i Maszyce, po stronie południowej sąsiaduje ze skałą Krzyżową.
U północnych i zachodnich podnóży Kopcowej znajdują się trzy niewielkie otwory schronisk: prawego, średniego i lewego. W 1911 roku prowadził w nich badania archeologiczne prof. Stanisław Jan Czarnowski. Znalazł w nich liczne narzędzia krzemienne, paciorki szklane, wyroby gliniane, 3 wyroby żelazne oraz liczne kości zwierząt. Kości zwierzęce były zazwyczaj potrzaskane na drobne fragmenty (w celu wydobycia z nich szpiku), są to zatem pozostałości pożywienia ludzi zamieszkujących dawno temu te schroniska. Kości należały do gatunków: niedźwiedź jaskiniowy, lis, kuna, mysz, wół, koza, skójka malarska. Znalazł także dwie żuchwy ludzkie; jedna należała do osobnika starego, druga młodego.